# Kibbutz

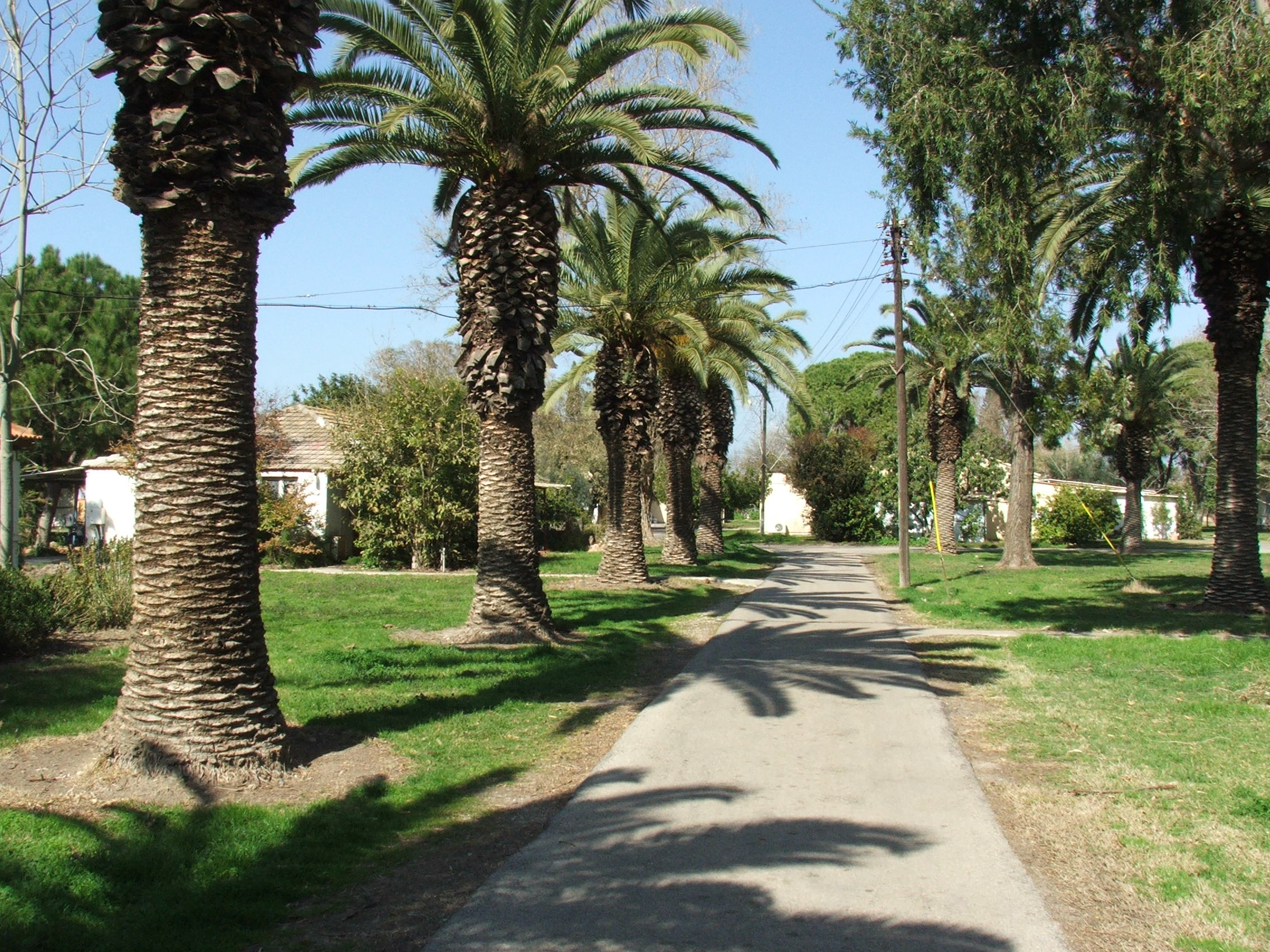
Kibbutzen Kfar Masaryk norr om Haifa, Israel.

Kibbutz (hebreiska: קיבוץ; plural: kibbutzim: קיבוצים; "samling" eller "gemensamt") är ett israeliskt kollektivt samhälle. En person som lever i en kibbutz kallas "kibbutznik". Även om andra länder har haft liknande kommunala organisationer har få frivilliga kollektiv spelat en så viktig roll som i Israel. Kollektiven präglas ofta av någon sorts utopisk socialism, men det finns även kibbutzer med en religiös ideologi.
På landets sammanlagt 267 kibbutzer bor 1,7 procent av Israels befolkning. En annan sorts kollektivjordbruk i Israel kallas moshav. Tillsammans står kibbutzer och moshaver för 80 procent av Israels jordbruksproduktion.

## Bakgrunden till kibbutzrörelsen
Den andra vågen av invandring till dåvarande Palestina, den andra alija, bestod, till skillnad mot de första emigranterna, inte av i första hand strikt religiöst präglade och motiverade judar utan av östeuropeiska judar som i början av 1900-talet flydde från pogromer i Östeuropa. En stor del av nuvarande Israel var under denna tid obeboelig med träskmarker kring Galileiska sjön och ökenområde i söder. De nya emigranterna valde att organisera kollektiva jordbruk, så kallade kibbutzer. Den första kibbutzen blev Degania i norra delen av landet, grundad 1909. I takt med att antalet judar ökade blev antalet kibbutzer allt fler, inte bara i norra Palestina utan över hela landet. Efter Israels självständighet 1948 fick kibbutzerna en viktig roll i försvaret av staten Israel, eftersom de ofta låg i gränslandet mot eller uppfördes på de palestinska områden eller nära de arabiska grannländerna.

## Livet på en kibbutz
Livet på en kibbutz är präglat av den socialistiska devisen "av var och en efter förmåga, åt var och en efter behov". Alla arbetare på en kibbutz får samma ersättning, oavsett vilken arbetsprestation de utför. Det fungerar även så att när ens arbetsdag i jordbruket är avslutad så behöver man inte diska, laga mat, städa och så vidare. Istället sköttes detta av städare, diskare och kockar med flera. De är en del av kibbutzen och får alltså även de samma ersättning som alla andra. Den största delen av arbetet är oftast förlagd till jordbruket, men efter hand har allt fler kibbutzer startat olika former av fabriker och satsningar på turism. Även det kollektiva livet har genomgått en stor förändring. Ursprungligen var kibbutzen ansvarig för alla barn, vilka uppfostrades i storfamiljer. Moderna kibbutzer präglas dock av kärnfamiljskonceptet.
Till skillnad från 1800-talets kollektiv i USA (som Brook Farm, Utopia, med flera) så har kibbutzer haft ett väsentligt stöd från den israeliska befolkningen i stort.